# Discografia dei Blur
Questa pagina contiene la discografia del gruppo musicale britannico Blur.

## Album in studio
- 1991 – Leisure
- 1993 – Modern Life Is Rubbish
- 1994 – Parklife
- 1995 – The Great Escape
- 1997 – Blur
- 1999 – 13
- 2003 – Think Tank
- 2015 – The Magic Whip
- 2023 - The Ballad of Darren

## Album dal vivo
- 1996 – Live at the Budokan
- 2009 – All the People: Blur Live at Hyde Park
- 2009 – Live 2009
- 2012 – Parklive

## Compilation
- 1994 – The Special Collectors Edition
- 2000 – Blur: The Best Of
- 2009 – Midlife: A Beginner's Guide to Blur

## Album remix
- 1998 – Bustin' + Dronin'

## Boxset
- 1999 – The 10 Year Limited Edition Anniversary Box Set
- 2012 – Blur 21

## Extended play
- 1997 – Live (nei Paesi Bassi)
- 1999 – The Observer CD
- 2003 – Exclusive 5 Track CD
- 2012 – Blur Live from the BRITs

## Singoli
| Anno | Canzone                           | Album di provenienza   |  |  |  |
| ---- | --------------------------------- | ---------------------- |  |  |  |
| Anno | Canzone                           | Album di provenienza   |  |  |  |
| 1991 | "She's so High"                   | Leisure                |  |  |  |
| 1991 | "There's No Other Way"            | Leisure                |  |  |  |
| 1991 | "Bang"                            | Leisure                |  |  |  |
| 1993 | "Popscene"                        | Modern Life is Rubbish |  |  |  |
| 1993 | "For Tomorrow"                    | Modern Life is Rubbish |  |  |  |
| 1993 | "Chemical World"                  | Modern Life is Rubbish |  |  |  |
| 1993 | "Sunday Sunday"                   | Modern Life is Rubbish |  |  |  |
| 1994 | "Girls & Boys"                    | Parklife               |  |  |  |
| 1994 | "To The End"                      | Parklife               |  |  |  |
| 1994 | "Parklife"                        | Parklife               |  |  |  |
| 1994 | "End of a Century"                | Parklife               |  |  |  |
| 1995 | "Country House"                   | The Great Escape       |  |  |  |
| 1995 | "Charmless Man"                   | The Great Escape       |  |  |  |
| 1995 | "The Universal"                   | The Great Escape       |  |  |  |
| 1995 | "Stereotypes"                     | The Great Escape       |  |  |  |
| 1997 | "Beetlebum"                       | Blur                   |  |  |  |
| 1997 | "Song 2"                          | Blur                   |  |  |  |
| 1997 | "On Your Own"                     | Blur                   |  |  |  |
| 1997 | "M.O.R."                          | Blur                   |  |  |  |
| 1999 | "Tender"                          | 13                     |  |  |  |
| 1999 | "Coffe and TV"                    | 13                     |  |  |  |
| 1999 | "No DIstance Left to Run"         | 13                     |  |  |  |
| 2000 | "Music Is My Radar"               | Blur: The Best Of      |  |  |  |
| 2002 | "Don't Bomb When You're the Bomb" | -                      |  |  |  |
| 2003 | "Out of Time"                     | Think Tank             |  |  |  |
| 2003 | "Crazy Beat"                      | Think Tank             |  |  |  |
| 2003 | "Good Song"                       | Think Tank             |  |  |  |
| 2010 | "Fool's Day"                      | -                      |  |  |  |
| 2012 | Under the Westway/The Puritan     |                        |  |  |  |
| 2015 | Go Out                            | The Magic Whip         |  |  |  |
| 2015 | Lonesome Street                   | The Magic Whip         |  |  |  |
| 2015 | I Broadcast                       | The Magic Whip         |  |  |  |
| 2015 | Ghost Ship                        | The Magic Whip         |  |  |  |
| 2023 | The Narcissist                    | The Ballad of Darren   |  |  |  |
| 2023 | St. Charles Square                | The Ballad of Darren   |  |  |  |

## Video

### Album video
- 1995 - Showtime (VHS)
- 2000 - Blur: The Best Of (DVD)

### Video musicali
| Titolo                             | Anno | Regista/i               |
| ---------------------------------- | ---- | ----------------------- |
| "She's So High"                    | 1990 | David Balfe             |
| "There's No Other Way" (version 1) | 1991 | David Balfe             |
| "Bang"                             | 1991 | Willy Smax              |
| "There's No Other Way" (version 2) | 1991 | Matthew Amos            |
| "Popscene"                         | 1992 | David Mould             |
| "For Tomorrow"                     | 1993 | Julien Temple           |
| "Chemical World"                   | 1993 | Dwight Clarke           |
| "Sunday Sunday"                    | 1993 | Dwight Clarke           |
| "Girls & Boys"                     | 1994 | Kevin Godley            |
| "To the End"                       | 1994 | David Mould             |
| "Parklife"                         | 1994 | Pedro Romhanyi          |
| "End of a Century"                 | 1994 | Matthew Longfellow      |
| "Country House"                    | 1995 | Damien Hirst            |
| "The Universal"                    | 1995 | Jonathan Glazer         |
| "Stereotypes"                      | 1996 | Matthew Longfellow      |
| "Charmless Man"                    | 1996 | Jamie Thraves           |
| "Beetlebum"                        | 1997 | Sophie Muller           |
| "Song 2"                           | 1997 | Sophie Muller           |
| "On Your Own"                      | 1997 | Sophie Muller           |
| "M.O.R."                           | 1997 | John Hardwick           |
| "Tender"                           | 1999 | Grant Gee               |
| "Coffee & TV"                      | 1999 | Hammer & Tongs          |
| "No Distance Left to Run"          | 1999 | Thomas Vinterberg       |
| "Music Is My Radar"                | 2000 | Don Cameron             |
| "Don't Bomb When You're the Bomb"  | 2002 | Thomas Vinterberg       |
| "Out of Time"                      | 2003 | John Hardwick           |
| "Crazy Beat" (version 1)           | 2003 | Shynola                 |
| "Crazy Beat" (version 2)           | 2003 | John Hardwick           |
| "Good Song"                        | 2003 | Shynola, David Shrigley |
| "Fool's Day"                       | 2010 | Pulse Films             |
| "Under the Westway"                | 2012 | Pulse Films             |
| "The Puritan"                      | 2012 | Pulse Films             |
| "Go Out"                           | 2015 | Tony Hung               |
| "There Are Too Many of Us"         | 2015 | Blur                    |
| "Lonesome Street"                  | 2015 | Ben Reed                |
| "Ong Ong"                          | 2015 | Tony Hung               |
| "I Broadcast"                      | 2015 | Tony Hung               |